# Câmera pinhole

Princípio de uma máquina fotográfica de pinhole. Raios de luz de um objeto passam por um pequeno buraco para formar uma imagem.

Uma câmara estenopeica ou câmara pinhole é uma máquina fotográfica sem lente. A designação tem por base o inglês, pin-hole, "buraco de alfinete" e é usada para referir a fotografia estenopeica. Este tipo de fotografia é uma prática econômica e simples pois utiliza uma caixa qualquer em que a luz não penetre. A existência de um pequeno furo (do grego stenós, estreito) é o que em português permite designar este tipo de fotografia por fotografia estenopeica.
A pinhole consiste numa maneira de ver uma imagem real através de uma câmara escura. De um pequeno orifício onde a luz é captada para dentro da câmara, e sofrendo um movimento de inversão, a imagem é projetada para a parede oposta ao orifício ao contrário. Para produzir uma imagem razoavelmente nítida, a abertura tem que ser um furo pequeno, na ordem de 0,5 mm ou menos. O obturador da câmara pinhole geralmente consiste de uma mão espalmada ou de algum material à prova de luz para cobrir e descobrir o furo. As câmaras pinhole requerem um tempo maior de exposição do que as câmaras convencionais, devido à pequena abertura; os tempos de exposição vão de 5 segundos a muitas horas.
A imagem pode ser projetada em uma tela translúcida para visualização em tempo real (popularmente utilizadas para ver eclipses solares), ou pode expor filme ou um dispositivo de carga acoplado (CCD).  As câmaras pinhole com CCD são algumas vezes utilizadas em serviço de vigilância, devido a seu tamanho pequeno.

## Seleção de tamanho dapinhole
Geralmente, uma pinhole menor resultará em uma melhor resolução de imagem. Um buraco extremamente pequeno, contudo, pode produzir significantes efeitos (difração) que resultarão em uma imagem menos nítida. Isto se deve ao efeito de matização dos lados do buraco pela luz que vem para dentro ser diferente de um ângulo de 90 graus.
A melhor pinhole é aquela totalmente redonda (para minimizar efeitos da difração das irregularidades), e em um pedaço extremamente fino de material. Industrialmente produz-se  pinholes utilizando raios laser, mas qualquer pessoa pode produzir pinholes de qualidade suficientemente alta para trabalhos fotográficos.
Um método frequentemente empregado é iniciar com uma folha de cobre, latão ou material retirado de uma lata de bebida de alumínio; use lixa fina para reduzir a densidade do material no centro para o mínimo possível, antes de fazer um furo cuidadosamente com uma agulha de tamanho apropriado - elimine qualquer rebarba colocando e tirando seguidamente um alfinete a fim de obter um buraco circular liso.
Para um melhor aproveitamento da luz e da nitidez, a equação da abertura correta a ser utilizada é:
Onde d é o diâmetro, f é distância do orifício à imagem, ambos em milímetros.
Para um filme padrão preto-e-branco, um comprimento de onda de luz correspondendo a amarelo-verde (550 nm) deveria render bons resultados.
O campo de profundidade é infinito, mas isto não significa que tudo estará em foco. A imagem é invertida, como mostra a figura acima.

## Construção da câmarapinhole
As câmaras pinhole são normalmente feitas à mão pelo fotógrafo para um propósito particular.  Em sua forma mais simples, a máquina de fotografia pinhole consiste de uma caixa com um furo em um dos lados e um pedaço de filme ou papel fotográfico no lado oposto. 
Um pedaço de papelão preso por fita adesiva pode servir como obturador. O furo geralmente é feito utilizando uma agulha de costura de diâmetro pequeno feito em um pedaço de alumínio fino, cobre ou latão. Este pedaço de metal é colocado então dentro da caixa em um corte feito na mesma. Uma caixa de flocos de aveia pode se tornar uma excelente câmara pinhole.
São construídas frequentemente câmaras pinhole com um rolo de filme ou ajustes que regulam a distância entre o filme e furo. Movendo o filme para mais próximo do buraco resultará em um amplo ângulo do campo de visão e um tempo de exposição mais curto. Movendo o filme para mais longe do buraco resultará em uma telefoto ou um ângulo de visão estreito e um período de exposição mais longo.
As câmaras pinhole podem também ser construídas substituindo as lentes de uma câmara convencional por um furo. Em particular, câmaras compactas 35mm cujas lentes foram danificadas (lentes quebradas, riscadas, etc.) podem ser transformadas em pinholes - mantendo-se os mecanismos do obturador e compartimento do filme.

## Calculando o f-stop e o tempo de exposição

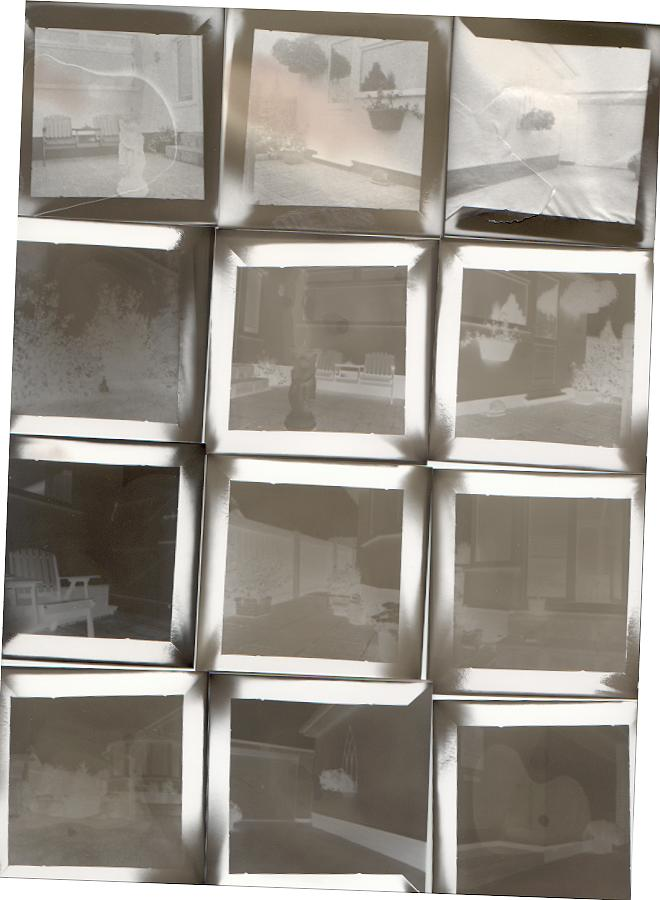
Alguns exemplos de fotografias tiradas com a câmera pinhole.

O f-stop da câmara deve ser calculado pela divisão de seu comprimento focal pelo diâmetro do buraco. O diâmetro do buraco pode ser determinado pela espessura conhecida da agulha ou broca utilizada para fazer o furo. O comprimento focal é a distância do filme até o buraco.
Por exemplo, uma câmara com um buraco de 0,5 mm de diâmetro, e um comprimento focal de 50 mm terá um f-stop de 2/0,02 (50/0,5), ou 100.
Pode-se conseguir muitos efeitos especiais com as câmaras pinhole - como a possibilidade de se obter imagens duplas usando múltiplos furos, ou conseguir fotos em perspectivas cilíndricas ou esféricas curvando o filme.
Estas características podem ser usadas para propósitos criativos. Uma vez considerada como uma técnica obsoleta do início da fotografia, a fotografia pinhole ressurge de vez em quando como tendência em fotografia artística.
A NASA (através da NAIC) fundou o projeto New Worlds Imager, cujo propósito é usar uma câmara pinhole com um diâmetro de 10 m e comprimento de foco de 200.000 km para fotografar planetas do tamanho da Terra em outros sistemas estelares.